# Aleksandr Panzhinskiy
Aleksandr Eduardovich Panzhinskiy (en russe : Александр Эдуардович Панжинский, transcription anglaise : Alexander Panzhinsky), né le 16 mars 1989 à Khabarovsk, est un fondeur russe spécialiste du sprint. En 2010, il est médaillé d'argent du sprint des Jeux olympiques de Vancouver remporté par son compatriote Nikita Kriukov.

## Biographie
Il fait ses débuts dans des courses de la FIS en 2006. En février 2009, à la suite d'une victoire sur une course nationale junior, il remporte aussi son premier succès international en devenant champion du monde junior sur le sprint classique. Il est ensuite convié en Coupe du monde à Trondheim, prenant le 17e rang sur le sprint classique. Lors de la saison 2010-2011, il enchaîne de bons résultats en sprint classique, se classant dixième à Kuusamo, huitième à Rogla et surtout cinquième à Otepää, pour sa première finale dans l'élite. Ensuite, lors des Jeux olympiques de Vancouver, il est engagé dans le sprint classique et y atteint la finale, lors de laquelle il s'echappe avec son compatriote Nikita Kriukov qui le bat à la photo-finish et donc Panzhinskiy remporte dpnc la médaille d'argent, ce qui restera son unique podium individuel dans l'élite. Il finit cet hiver avec son meilleur classement général dans la Coupe du monde (43e).
En 2011, il ne signe aucun top dix dans la Coupe du monde, mais s'empare du titre de champion du monde des moins de 23 ans de sprint à Otepää. Également, il honore sa première sélection en championnat du monde lors de l'édition à Oslo, où associé à Kriukov, il gagne la médaille de bronze sur le sprint par équipes à moins d'une seconde derrière les Canadiens et les Norvégiens.
En mars 2012, il réalise sa deuxième meilleure performance individuelle en arrivamt quatrième du sprint classique à la Coupe du monde à Drammen.
Durant la saison 2016-2017, le Russe réalise ses meilleures courses depuis 5 ans, prenant la cinquième place aux sprinta de Ruka et Pyeongchang. Également à Pyeongchang, il y dispute ses deuxièmes jeux olympiques en 2018, se classant onzième pour aon dernier championnat majeur.

## Palmarès

### Jeux olympiques
| Épreuve / Édition   | Sprint                           | Sprint                             | 15 km | 15 km                            | Skiathlon 2 × 15 km | 50 km | Relais | Relais    |
| Épreuve / Édition   | libre                            | classique                          | libre | classique                        | Skiathlon 2 × 15 km | 50 km | Sprint | 4 × 10 km |
| JO 2010 Vancouver   | Épreuve inexistante à cette date | Médaille d'argent, Jeux olympiques | —     | Épreuve inexistante à cette date | —                   | —     | —      | —         |
| JO 2018 Pyeongchang | Épreuve inexistante à cette date | 11e                                | —     | Épreuve inexistante à cette date | —                   | —     | —      | —         |

Légende :
- : deuxième place, médaille d'argent
- : pas d'épreuve
- — : Non disputée par Panzhinskiy

### Championnats du monde
| Épreuve / Édition           | Sprint                           | Sprint                           | 15 km                            | 15 km                            | Skiathlon 2 × 15 km | 50 km | Relais                    | Relais    |
| Épreuve / Édition           | libre                            | classique                        | libre                            | classique                        | Skiathlon 2 × 15 km | 50 km | Sprint                    | 4 × 10 km |
| Mondiaux 2011 Oslo          | —                                | Épreuve inexistante à cette date | Épreuve inexistante à cette date | —                                | —                   | —     | Médaille de bronze, monde | —         |
| Mondiaux 2013 Val di Fiemme | Épreuve inexistante à cette date | 26e                              | —                                | Épreuve inexistante à cette date | —                   | —     | —                         | —         |
| Mondiaux 2015 Falun         | Épreuve inexistante à cette date | 34e                              |                                  | Épreuve inexistante à cette date | —                   |       | —                         |           |

Légende :
- : troisième place, médaille de bronze
- : pas d'épreuve
- — : Non disputée par Panzhinskiy

### Coupe du monde
- Meilleur classement général : 43e en 2010.
- Meilleur résultat individuel : 4e au sprint de Drammen en 2012.

#### Classements en Coupe du monde
| Année     | Classement général final | Classement distance | Classement sprint |
| 2008-2009 | 136e                     |                     | 81e               |
| 2009-2010 | 43e                      |                     | 16e               |
| 2010-2011 | 95e                      |                     | 51e               |
| 2011-2012 | 67e                      |                     | 26e               |
| 2012-2013 | 102e                     |                     | 54e               |
| 2013-2014 | 89e                      |                     | 41e               |
| 2014-2015 | 62e                      |                     | 23e               |
| 2015-2016 | 67e                      |                     | 30e               |
| 2016-2017 | 63e                      |                     | 23e               |
| 2017-2018 | 77e                      |                     | 34e               |

### Championnats du monde des moins de 23 ans
- Médaille d'or sur le sprint classique en 2011 à Otepää.

### Championnats du monde junior
- Médaille d'or sur le sprint classique en 2009 à Praz de Lys-Sommand.

### Coupe d'Europe de l'Est
- 11 podiums, dont 3 victoires.